# Fricativa dental sorda
La consonante fricativa dental sorda es un sonido del habla humana presente en algunas lenguas.
En español, se produce dicho sonido en la mayoría de los acentos de España, representado por la grafía z, y por la c cuando va seguida de las vocales i o e.
En algunos idiomas, incluido el inglés antiguo, se escribía con Þ.

## Símbolo
Su símbolo en el Alfabeto Fonético Internacional es la letra theta (Θ, θ) del alfabeto griego.

## Características
- Su modo de articulación es fricativo, lo que significa que se produce al contraer el flujo de aire a través de un canal estrecho en el lugar de articulación, lo que provoca turbulencia. Sin embargo, no tiene la lengüeta acanalada y el flujo de aire dirigido, o las altas frecuencias de una consonante sibilante.
- Es una consonante sorda, por lo cual no se involucra el sonido de la vibración de las cuerdas vocales. Cuando las cuerdas vocales suenan, entonces se genera una fricativa dental sonora, la cual, al contrario que la sorda, es mucho más común y está presente en forma de alófono en casi cualquier variante del español.
- Su articulación es dental. Tiene 2 variantes ligeramente distintas, que no producen apenas diferencia en el sonido emitido. En una articulación, llamada interdental, se pone la punta de la lengua entre los dientes, sobresaliendo muy poco; en la otra, la lengua se pone detrás de los dientes.
- Es una consonante oral, por lo cual el aire sale por la boca; no por la nariz.
- Es una consonante pulmonar, por lo que el aire de su pronunciación proviene directamente de los pulmones; no involucra el aire almacenado en la boca, ni es una consonante del tipo "clic".